# Stenopelmatus fuscus
Stenopelmatus fuscus is een rechtvleugelig insect uit de familie Stenopelmatidae. De wetenschappelijke naam van deze soort is voor het eerst geldig gepubliceerd in 1852 door Haldeman.